# Christopher Fogt
Christopher Fogt est un bobeur américain né le 29 mai 1983. Il a remporté avec Steven Holcomb, Steven Langton et Curtis Tomasevicz la médaille d'argent de l'épreuve du bob à quatre aux Jeux olympiques de 2014, à Sotchi, en Russie à la suite de la disqualification des Russes.

## Palmarès

### Jeux Olympiques
- : médaillé d'argent en bob à 4 aux JO 2014.

### Coupe du monde
- 10 podiums  : 
  - en bob à 2 : 2 victoires.
  - en bob à 4 : 4 victoires, 2 deuxièmes places et 2 troisièmes places.

#### Détails des victoires en Coupe du monde
| Édition   | Bob à 2               | Bob à 4                                 |
| 2013-2014 | Park City Lake Placid | Calgary Park City Lake Placid Königssee |